# Nemiroff
Nemiroff («Немі́ров») — український виробник алкогольних напоїв, заснований 1992 року. Продукція продається у понад 80 країнах світу.  Компанія входить до трійки світових лідерів, що постачають горілку в магазини безмитної торгівлі (Duty Free). Бренд займає 40 % експортованих з України горілчаних напоїв. Компанія є експортером № 1 усіх горілчаних напоїв з України та входить до 100 найбільших платників податків України.
У 2021 році виробництво алкоголю бренду зросло на 12 %.
Співвласники: Яків Фінкельштейн, Белла Фінкельштейн і Анатолій Кіпиш. Головний виконавчий директор — Юрій Сорочинський.
З листопада 2018 року бренд є офіційним спонсором UFC.
Виробництво та розлив відбуваються на заводі в Немирові, Вінницька область.

## Історія

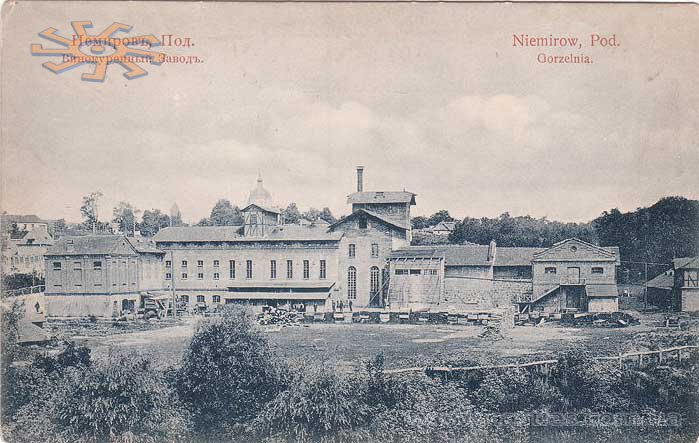
Перші виробничі потужності

Компанія бере свою назву від «немирівської горілки», перша письмова згадка про яку датується 1752 роком.
1872 року граф Григорій Строганов відкрив в Немирові ґуральню, а його донька княгиня Марія Щербатова продовжила справу. Вона найняла чеського архітектора Іржі Стібрала (Jiří Stibral), за проектами якого було зведено багато споруд в місті, в тому числі й нова ґуральня. Під керівництвом Марії Щербатової ґуральня досягла рекордних об'ємів виробництва на той час — понад 5 тисяч півлітрових пляшок на добу. Ґуральня в Немирові першою почала робити спирт із зерна, замість картопляної сировини. Продукція розвозилась по всій  Російській імперії та експортувалась за кордон.
1920 року виробництво було націоналізоване більшовиками.
1992 року в Немирові відновилось виробництво горілки і була зареєстрована торгова марка Nemiroff. У 1994 розпочався експорт продукції.

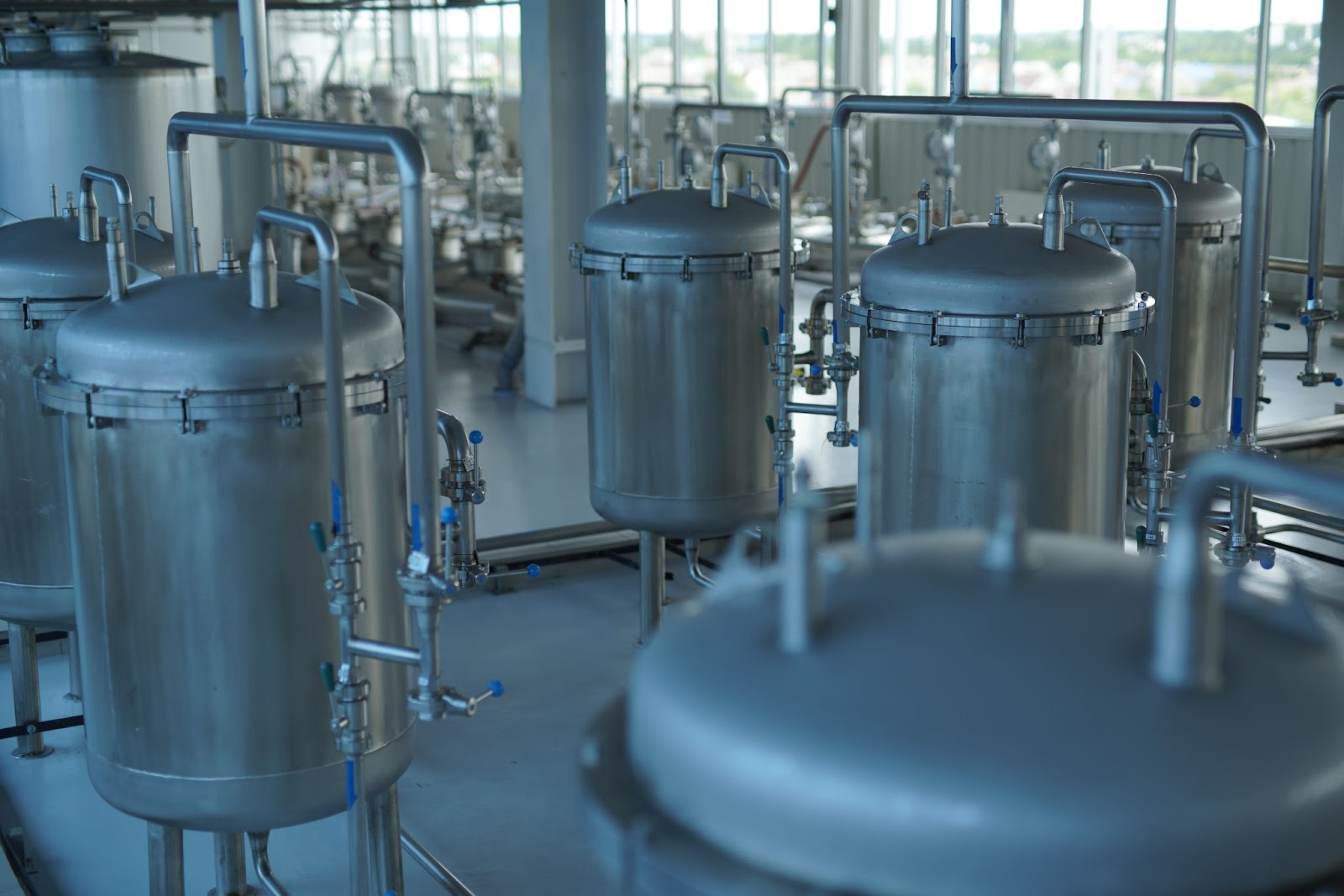
Сучасний завод Nemiroff в Україні

1997 року встановлено німецькі виробничі лінії Krones. Виробнича потужність сягнула 50 тисяч пляшок на місяць.
1998 року Nemiroff випустив горілку «Nemiroff Українська медова з перцем», яка набула популярності в Україні та світі. Її почали використовувати як символічний сувенір з України.
З 2000 року бренд почав спонсорування матчів світового професійного боксу.
2002 року бренд включено до Світового клубу мільйонерів, чиї продажі перевищують мільйон кейсів (9-літрових ящиків)..
2005 року компанія стала членом Міжнародної асоціації барменів (IBA) і презентувала нову горілку «Українська березова особлива». Того ж року Nemiroff став спонсором Євробачення.
2009 року компанія почала проект «Зелена планета» із впровадження електронного документообігу та економії ресурсів, що дозволило економити 7 тонн паперу щороку.
У жовтні 2010 року почато розлив продукції в Білорусі на заводі «Мінськ Кристал».
2016 року проведено модернізацію виробництва відповідно до сертифікатів ISO 9001, ISO 22000,  ISO 14024.
У 2020 році Nemiroff розпочав співпрацю з Proximo Group та почав імпортувати в Україну продукцію Jose Cuervo, Bushmills, Kraken і Sexton.
2020 року Кока-кола стала дистриб'ютором горілки Nemiroff у Польщі, Італії, Австрії та Вірменії; з 2021 року — у Латвії, Литві, Естонії, Чехії, Словаччині та Молдові.
2020 року Nemiroff придбала Немирівський спиртзавод у ФДМУ. 9 березня 2021 року компанія завершила юридичний етап приватизації, отримавши ліцензію на виробництво спирту від Державної податкової служби України.
У 2021 році Nemiroff вийшов на ринок Великої Британії, офіційним дистриб'ютором його продукції стала компанія Oak & Still. Nemiroff співпрацювала з Bloodstock, найбільшим відкритим незалежним фестивалем хеві-металу у Великій Британії, щоб відсвяткувати поширення бренду по всій країні.
У 2021 році Nemiroff став офіційним партнером компанії Spacebit у місячній місії 2022 року. Місія була розроблена в партнерстві з United Launch Alliance і Astrobotic Technology.
1 березня 2022 року у компанії заявили, що відкликали ліцензію на виробництво горілки в Росії та Білорусі через повномасштабне вторгнення РФ до України.
З квітня 2022 року Nemiroff почала постачати продукцію на Багамські острови. Дистриб'ютором стала компанія Carribean Wines and Spirits.
У червні 2022 року Nemiroff став партнером британських барів Gloucester Rugby.
У вересні 2022 року компанія підписала угоду про дистриб'юторство з імпортером алкогольних напоїв Disaronno International.
7 листопада 2024 року було оголошено про співпрацю бренду з англійським професійним футбольним клубом Астон Вілла.

## Продукція
Лінійка Nemiroff включає понад 60 видів класичної та смакової продукції в різних цінових категоріях, серед яких найпопулярніші «Українська медова з перцем», «Українська березова особлива», «Delikat м'яка», «Немирівська брусничний лист», «Nemiroff Premium» і «LEX від Nemiroff».
2016 році компанія оновила преміум-лінійку: Premium De Luxe і Premium Cranberry, а також серію смакових горілок для експорту Nemiroff Exotic Collection зі смаками апельсин, кокос, манго, ананас, персик, лимон, груша і яблуко. Від 2017 року продукт доступний в Україні: персик, груша і яблуко.
У 2019 році компанія запустила смакову лінійку Nemiroff The Inked Collection.
У 2022 році були запущені лімітовані лінійки Nemiroff Особлива та Nemiroff Premium De Luxe. 100 % прибутку від їх продажу спрямовується на лікування та реабілітацію військових та цивільних українців, які постраждали внаслідок повномасштабного вторгнення РФ.
У вересні 2023 року Nemiroff випустив ультрапреміальну горілку «LEX by Nemiroff», виготовлену на основі подільської пшениці, фільтрованої через 13 стадій, зокрема срібну, платинову та бурштинову.
У вересні 2024 року компанія Nemiroff оголосила про перезапуск своєї горілки De Luxe RESERVE на Всесвітній виставці TFWA у Каннах. Ця горілка преміум-класу проходить 11-ступеневу фільтрацію та включає контакт з деревиною дуба.

## Партнерство
З листопада 2018 року компанія є офіційним спонсором UFC.
У 2021 році Nemiroff представив лімітовану лінійку «MOON EDITION», присвячену космосу. Обмежена серія горілки виготовлялась з додатковим 12-м етапом фільтрації, доданим на честь 12 піонерів, які побували на Місяці.
У листопаді 2024 року Nemiroff став офіційним горілчаним партнером футбольного клубу «Астон Вілла» з англійської Прем'єр-ліги. Водночас бренд оголосив про багаторічне партнерство з футбольним клубом Вест Гем Юнайтед, ставши офіційним горілчаним партнером клубу. Також Nemiroff підписав багаторічну співпрацю з футбольним клубом «Евертон». 28 листопада футбольний клуб «Фулхем» став партнером Nemiroff, світового горілчаного бренду, як свого першого в історії Офіційного горілчаного партнера.

## Соціальна активність
Компанія розробляє проєкти у сфері спорту та культури, фінансує музичні та кінофестивалі.
2005 року Nemiroff став спонсором Євробачення. 2006 року фінансував кубок Європи з ралі Nemiroff Yalta Rally.
2009 року компанія створила проект «Зелена планета» щодо впровадження електронного документообігу та економії ресурсів, що дозволило заощаджувати 7 тонн паперу на рік. Цього ж року бренд став спонсором українського павільйону на 53-й Венеціанській бієнале.
Загалом протягом 2010—2011 років на фінансування соціальних проектів компанія витратила 19 млн грн.
У 2014 році компанія запровадила сортування та відправку сміття на вторинну переробку.
Восени 2022 року Nemiroff передав до медичних закладів Вінницької області обладнання та ліки для реабілітації. Всього планується передача допомоги  на суму 10 млн грн.

## Нагороди і визнання
- 2006 — Nemiroff визнано горілчаним брендом № 2 у світі, згідно з рейтингами Vodka-Top 20 Brands Worldwide і IWSR Drinks Record.[51]

- 2010 — бренд Nemiroff з оцінкою у $404 млн посів перше місце серед ТОП-100 українських брендів.[52]
- 2019 — компанія посіла третє місце у світі за обсягом продажів в Duty Free & Travel Retail згідно з рейтингом видання IWSR «TOP 100 Spirits Brands in Travel Retail».[53]
- 2020 — Nemiroff увійшов у рейтинг ТОП-25 українських брендів.[54]
- 2020 — компанія отримала нагороду «Distillery of the Year» на міжнародному дегустаційному конкурсі Berlin International Spirits Competition.[55]
- 2020 — Nemiroff отримав 7 медалей на London Spirits Competition.[56]
- 2020 — лінійка Nemiroff The Inked Collection отримала 3 нагороди на Ultimate Spirits Challenge.[57]
- 2020 — Nemiroff The Inked Collection отримала 3 золоті медалі за видатний дизайн на міжнародному конкурсі The Design & Packaging Masters у Лондоні.[58]
- 2021 — Nemiroff отримав статут «Vodka Brand Champion» за версією The Spirits Business[59]
- 2021 — Nemiroff визнано найбільш швидкозростаючим міжнародним брендом міцних напоїв згідно результатів щорічного звіту IWSR[60]
- 2021 — Nemiroff The Inked Collection Burning Pear визнано найкращою горілкою у світі на конкурсі The Spirits Masters. Вона отримала медаль «Майстер смаку».[61]
- 2021 — Nemiroff увійшов до рейтингу ТОП-50 найбільших платників податків видання Рейтинг.[62]
- 2024 — Nemiroff отримав звання Gorilka Brand Champion 2024 на конкурсі The Spirits Masters.[63]